# Droit japonais
Le droit japonais est l'ensemble des normes constitutionnelles et législatives s'appliquant au Japon.

## Histoire du droit japonais

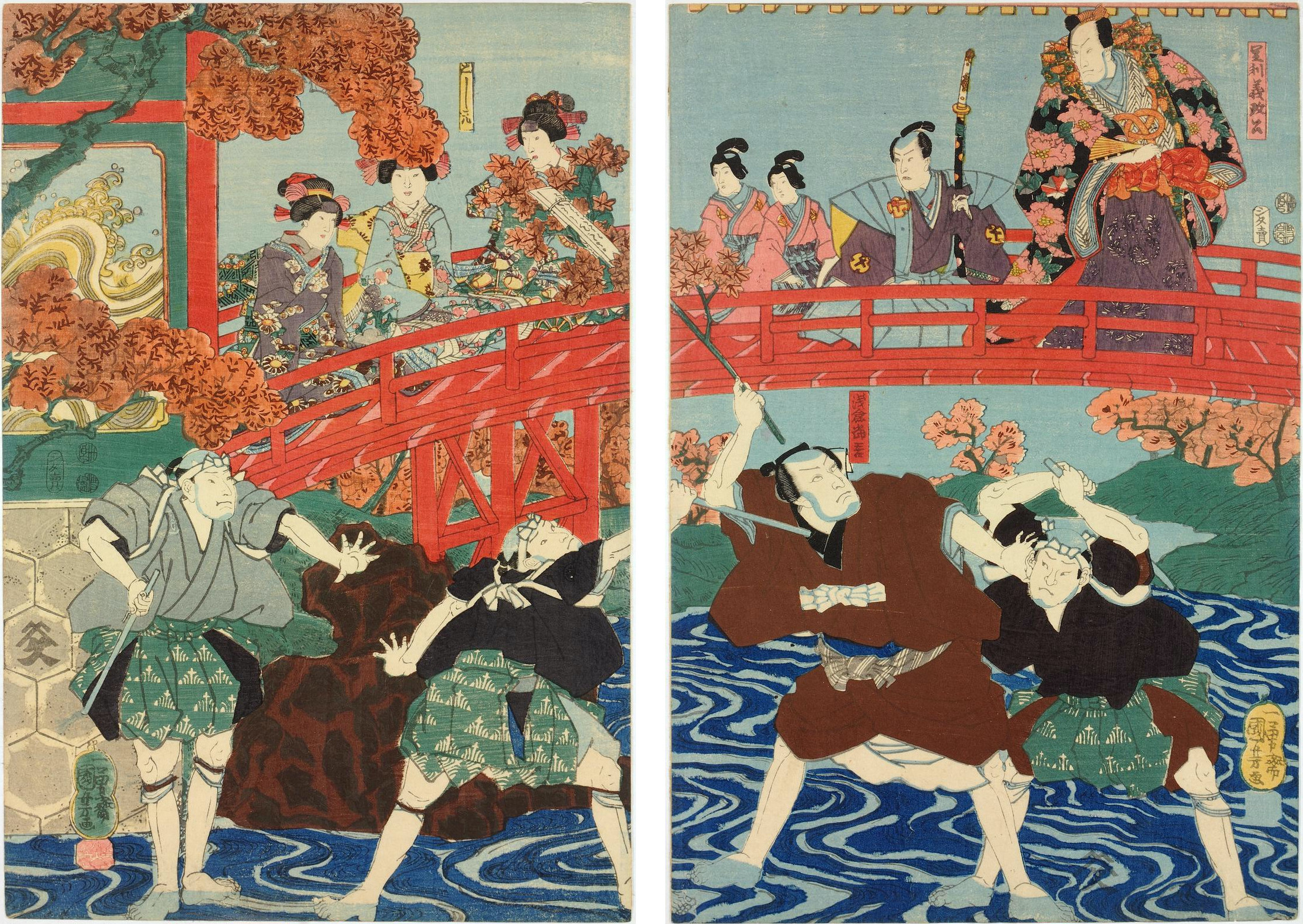
Sakura Sōgorō, un paysan, lance son recours juridique au shogun Tokugawa Iemitsu malgré l'interdiction d'utiliser cette procédure. Arrêté et emprisonné pour cet acte, il reviendra se venger sous forme de fantôme. L'histoire de Sōgorō, populaire pendant des siècles, illustre le peu de place laissé au droit à l'époque d'Edo.

### Période pré-moderne
Le droit médiéval japonais semble avoir été fortement influencé par le droit chinois. Le droit japonais datant d'avant le VIIe siècle, date à laquelle le Ritsuryō fut développé et codifié, est peu connu. Avant l'adoption et l'adaptation des caractères chinois pour le japonais, les Japonais n'avaient pas d'écriture connue avec laquelle ils enregistraient leur histoire. Les caractères chinois étaient  connus des Japonais depuis quelques centaines d'années, mais le processus d'assimilation de ceux-ci dans leur langue ne commença qu'au IIIe siècle. Les Japonais souhaitaient alors emprunter des aspects culturels des civilisations continentales au travers des royaumes voisins de Corée au lieu de faire des emprunts directement aux empires de Chine continentale.
Deux des principaux systèmes philosophiques et religieux, le confucianisme (Chine) et le bouddhisme (Inde), furent officiellement importés en 284-285 et en 522 av. J.-C. respectivement, et fut assimilé par la pensée et l'éthique japonaise. David, Zweigert et Kotz considèrent que les anciennes doctrines chinoises de Confucius, qui mettent l'accent sur l'harmonie sociale, dans le groupe et la communauté plutôt que sur l'intérêt individuel, eut une forte influence sur la société japonaise ce qui a eu pour conséquence que les individus cherchent à éviter le conflit au profit du compromis et de la conciliation,.
L'import de ces traits culturels fut accéléré par des facteurs externes et internes favorisant l'arrivée de migrants. Parmi les facteurs externes se trouvaient l'instabilité politique et les troubles en Corée et la recherche de l'hégémonie au sein des dynasties, seigneuries et royaumes  chinois. Du fait de ces troubles, de nombreuses personnes cherchèrent à se réfugier au Japon. Parmi ces réfugiés pouvaient se trouver les classes privilégiées, dont des officiels expérimentés et des techniciens qui furent embauchés dans les cours japonaises et furent introduits dans la hiérarchie.
Durant ces périodes, le droit japonais était non-écrit et peu développé. Néanmoins, la société japonaise reposait sur des normes bien qu'elles fussent non officielles. Certains éléments des normes régulant la vie des individus à cette époque peuvent être extraits des textes historiques chinois. Parmi ces textes se trouve l'enregistrement des hommes de Wa, décrivant l’État japonais de Yamatai sous l'autorité de la reine Himiko au IIe et IIIe siècles. D'après ces éléments, le droit local du Japon médiéval se basait sur le système du clan, chacun d'entre eux formant une unité de la société japonaise. Un clan comprenait une famille au sens large, contrôlée par un chef, qui protégeait les droits de ses membres et assurait qu'ils remplissent leurs devoirs.
Durant cette période, un système politique et juridique plus efficace dut être élaboré pour permettre de gouverner la société. Le Yamatai a dû être le premier gouvernement central à réussir à retenir suffisamment de pouvoirs sous la reine Himiko. Cela signifie que Yamatai devait avoir son propre système légal primitif, avec notamment des cours, permettant au gouvernement de contrer les normes propres à chaque clan.[pas clair]

### Développement moderne

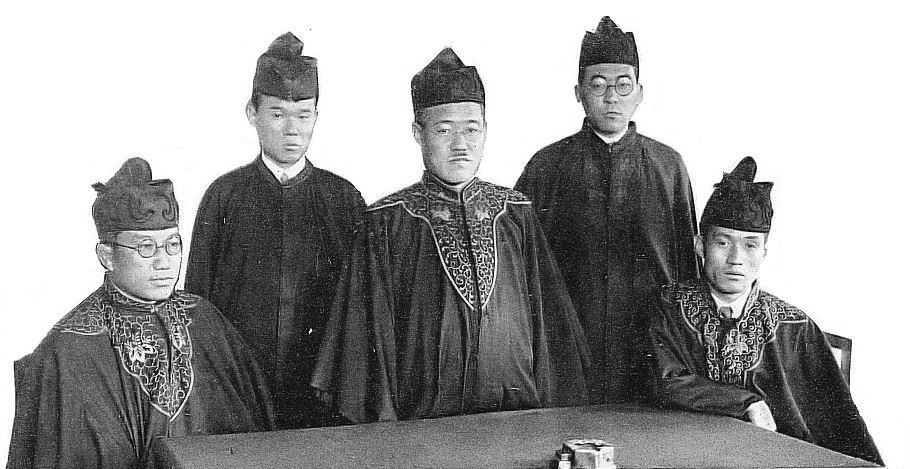
Juges durant les années 30. Les broderies de feuilles de paulownia indiquent leur rang.

Les premiers efforts de modernisation du droit japonais sont axés sur le droit romano-civiliste européen et, dans une moindre mesure, sur la common law américaine. Au début de l'ère Meiji, les systèmes juridiques européens – notamment le droit civil allemand et français – furent les premiers modèles du nouveau système juridique du Japon. Avec son expansion impériale, le pays développe aussi le droit colonial japonais.
Après la Seconde Guerre mondiale, le droit japonais fit l'objet de nombreuses réformes en appliquant les directives des autorités d'occupation. Le droit américain a fortement influencé le droit japonais à cette époque. La Constitution, la procédure pénale, le droit du travail, les droits de l'Homme et le droit des sociétés furent révisés.
Par conséquent, le droit japonais moderne est essentiellement un hybride des structures civiliste et anglo-américaine, avec de fortes caractéristiques locales et chinoises.

#### Les six Codes
Le nouveau pouvoir politique issu de la révolution de Meiji, qui débute en 1868, impose une modernisation du droit japonais sur le modèle des législations en vigueur en Occident.
Un ensemble de textes législatifs et réglementaires forme le Code pénal de 1880, suivi, en 1889, par la Constitution de l'empire du Japon. Le Code du commerce, le Code de procédure pénale et le Code de procédure civile sont adoptés en 1890. Le Code civil est publié en 1896, et complété deux années plus tard. Ils portaient le nom de « Six Codes » (六法, roppō) ; un terme qui évolua pour finalement désigner l'ensemble des codes écrits du Japon. Le roppō a donc compris le droit administratif ainsi que le droit international composé des traités et des accords signés par le nouveau gouvernement impérial (en plus des anciens accords signés par le shogunat Tokugawa),.
Les codes en vigueur sont (par date d'entrée en vigueur) :
1. le Code civil (民法 Minpō, 1896),
2. le Code de commerce (商法 Shōhō, 1899),
3. le Code pénal (刑法 Keihō, 1907),
4. la Constitution du Japon (日本国憲法 Nippon-koku-kenpō, 1946),
5. le Code de procédure pénale (刑事訴訟法 Keiji-soshō-hō, 1948),
6. le Code de procédure civile (民事訴訟法 Minji-soshō-hō, 1996).

## Sources du droit

### Constitution
La Constitution est la loi suprême du Japon et prime donc sur les lois ordonnances, édit impérial ou actes du gouvernement.

### Droit international
L'article 98 de la Constitution dispose que les traités doivent être scrupuleusement observés.

### Législation
La Diète du Japon est l'organe détenteur du pouvoir législatif.

### Règlements
Le Cabinet du Japon peut adopter des décrets.

### Jurisprudence
En droit civil japonais, la jurisprudence fournit des directives non obligatoires qui permettent l'interprétation pratique de la loi. Les juges prennent en considération la jurisprudence, en particulier celle de la Cour suprême.

## Organisation juridictionnelle
L'organisation juridictionnelle du Japon se subdivise en quatre niveaux de bases : 483 cours de première instance, 1 tribunal de district dans chaque préfecture, huit Hautes Cours et une Cour suprême. Il y a aussi, dans chaque tribunal de district, une chambre familiale.